# OpenLandscapes

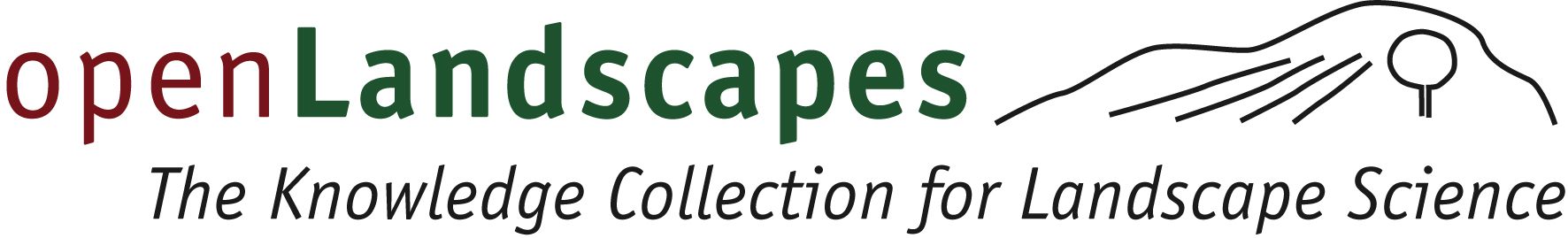
Logo

OpenLandscapes (Eigenschreibweise: openLandscapes) war eine kollaborative Web-Informationsplattform für den Wissensbereich der Landschaftsforschung. Die Inhalte waren nach dem Open-Access-Ansatz von der Nutzergemeinde in geeigneter Form eingestellt und gepflegt und standen unter einer unfreien Creative-Commons-Lizenz zur eingeschränkten Nutzung und Weiterverbreitung zur Verfügung. Sie wurde vom Leibniz-Zentrum für Agrarlandschaftsforschung (ZALF) in Kooperation mit der Internationalen Gesellschaft für Landschaftsökologie, Region Deutschland (IALE-D) initiiert und entwickelt.
Durch die Website konnten die Nutzer schnell eine Übersicht zu wichtigen und aktuellen Aspekten der Landschaftsforschung bzw. ihrer Wissensgebiete erhalten.
Mit der ersten Generation von OpenLandscapes ist angestrebt:
- eine Datenbank für laufende Projekte der Landschaftsforschung, über die in der Regel noch nicht publiziert wurde,
- eine Datenbank mit Definitionen zu Begriffen und ausführlichen Darlegungen zu diesen sowie dauerhaften Themen der landschaftsbezogenen Forschung,
- eine zukunftsweisende Ebene der Forschungsdokumentation: die Publikation von Primärdaten der Landschaftsforschung.